# Гортензия (дочь Квинта Гортензия Гортала)
Горте́нзия (лат. Hortensia; умерла после 42 года до н. э.) — древнеримская матрона из знатного плебейского рода Гортензиев, дочь Квинта Гортензия Гортала. Более всего известна своей речью, адресованной триумвирам.

## Биография
О жизни Гортензии мало известно, в основном сохранились только сведения о её деятельности как оратора. Она была дочерью оратора Квинта Гортензия Гортала от его первой жены. Отец Гортензии был хорошо известен при жизни за свои речи об истории и праве, а также из-за его соперничества с Марком Туллием Цицероном. Рождённая в аристократической семье, Гортензия выросла в богатом доме, а потому с раннего детства имела доступ к греческой и латинской литературе. Повзрослев, она сконцентрировала снимание на изучении риторики, читая речи выдающихся ораторов.
в 42 году до н. э. римский триумвират, который состоял из Марка Антония, Марка Эмилия Лепида и Октавиана Августа, чтобы покрыть военные расходы увеличил налоги на богатых граждан Рима. Однако это не улучшило положение и денег все равно было недостаточно. Тогда триумвират принял решение обложить налогом 1400 богатейших женщин республики. Женщины, разгневанные тем, что их обязали платить за войну, к которой они не имели отношения, избрали Гортензию представлять их интересы перед триумвиратом (во время войны женщинам позволялось, несмотря на традиции, публично выступать). Вместе с большой группой заинтересованных в этом деле граждан, женщины пришли на Римский форум, где Гортензия произнесла свою знаменитую речь. Речь Гортензии дошла до нас в сокращении историка Аппиана, который её перевел. Аппиан так цитирует речь Гортензии: «Вы уже лишили нас отцов, сыновей, мужей и братьев… Почему мы должны платить налоги, но не иметь возможности получать награды, власть, государственные должности, которые достаются вам? „Потому что таково военное время“, — скажете вы? А когда не было войны? И когда женщины, облагаемые налогами, освобождались от своего пола и становились равными мужчине?» Аппиан также цитирует вопрос Гортензии о двойных стандартах: «Почему мы должны платить налоги, когда мы не имеем доступа к государственным должностям, наградам, войскам, в общем говоря ко всему, за что вы сражаетесь между собой?»
Разгневанные речью Гортензии, Октавиан, Антоний и Лепид попытались выгнать её с Ростры, но безрезультатно. На следующий день триумвиры сократили число облагаемых налогом женщин до 400, а чтобы покрыть расходы, обязали богатых мужчин одолжить необходимые деньги государству и внести свой вклад в покрытие военных расходов.
Современники хвалили выступление Гортензии, называя его воплощением такого же тонкого ораторского искусства, за которое был известен её отец.

## Исторические источники
- Аппиан. Римская история, книга XVI, 32-34 (на Ancientrome).
- Валерий Максим. Девять книг достопамятных высказываний и деяний, книга VIII, глава 3, 3 (на Simposium).
- Квинтилиан. Двенадцать книг риторических наставлений, книга I, глава 1, 6 (на Ancientrome).
- Inscr. Délos 1622.